# أوريشا
ديانة أوريشا (تسمى كذلك أوريسا أو أوريكسا). عدد أتباع هذه الديانة حوالي مليون نسمة يتمركزون في كوبا، وجمهورية الدومينيكان، وغيانا، وهايتي، وجامايكا، وبورتوريكو، وسورينام، وترينيداد، وتوباغو، والولايات المتحدة، وفنزويلا، هي الروح المجسدة للإله أولودومار حسب هذه الديانة، كما للأولودومار أسماء أخرى يعرف بها لديهم مثل أولورون، وإليدومار، وإليداوأوفين-أورون.

## مذاهب
تنقسم هذه الديانة إلى عدة مذاهب وهي: أناكو، وأويوتونجي، وكاندومبلي، ولوكومي/سانتيريا، هناك تشابه مع ديانات أخرى مثل: أومبادا، ووينتي، وأوبيا، وفودون، وفودو.

## الآلهات
من بين قائمة الآلهة المعبودة مايلي :
- أوشون: آلهة المياه العذبة. جميلة جدًا رمز الخصوبة، الأنوثة والحب. لونها أصفر أو ذهبي، زوجة الإله أورولا.
- أورولا: زوج الآلهة أوشون رمز الحكمة.
- شانكَو: إله الحرب، والرعد والنار، ويحب الإسراف بالنساء والمال، ولونة أحمر.
- يمايا : آلهة البحر، لونها أزرق.
- أوباتالا أو أوشالا: إله الخلق يناضل من أجل السلام والتجانس، علاقته مع جميع آلهة هذه الديانة جيدة، لونه أبيض.
- أوكَون : إله النار، الإله الأكثر شعبية، وهو الإله العاشق للإلهة أوشون، غضبه مرعب.
- أودووا: إله الموتى ومن هم في حالة احتضار.
- أوبا أو أويا: آلهة البحيرات، رمز الوفاء زوجة الإله شانكَو.
- بابالو أيي: إله الأبرصين والطب والحصاد.
- إنل: إله التجار والصيادين.
- أوسان: إله أوراق الشجر، ليس له والدين، وإنما نمى وكبر كالزرع، يرمز له بعين وأذن ويد وقدم واحدة.
- أوكو: إله الزرع والخصب ويدعى له من النساء العواقر ومن الجوعى.
- أوشوسي: ابن الآلهة يمايا (آلهة البحر).
- أوكي: يعتبر كإله الجبال وللصيادين.
- أولوكون: إله المحيطات المسؤول عن الأعاصير في العالم وهو ممسوك في قاع المحيط من طرف أوباتالا (الإله الأكبر) لمنعة من القيام بأعمال شريرة.
- أوزين: إله الغابات.
- أوسن: حاكم الرؤوس.

## وصلات خارجية
- https://www.webcitation.org/query?id=1256495915692147&url=br.geocities.com/orixasbr/index6.html